# 戴蒙德-迪布维格模型

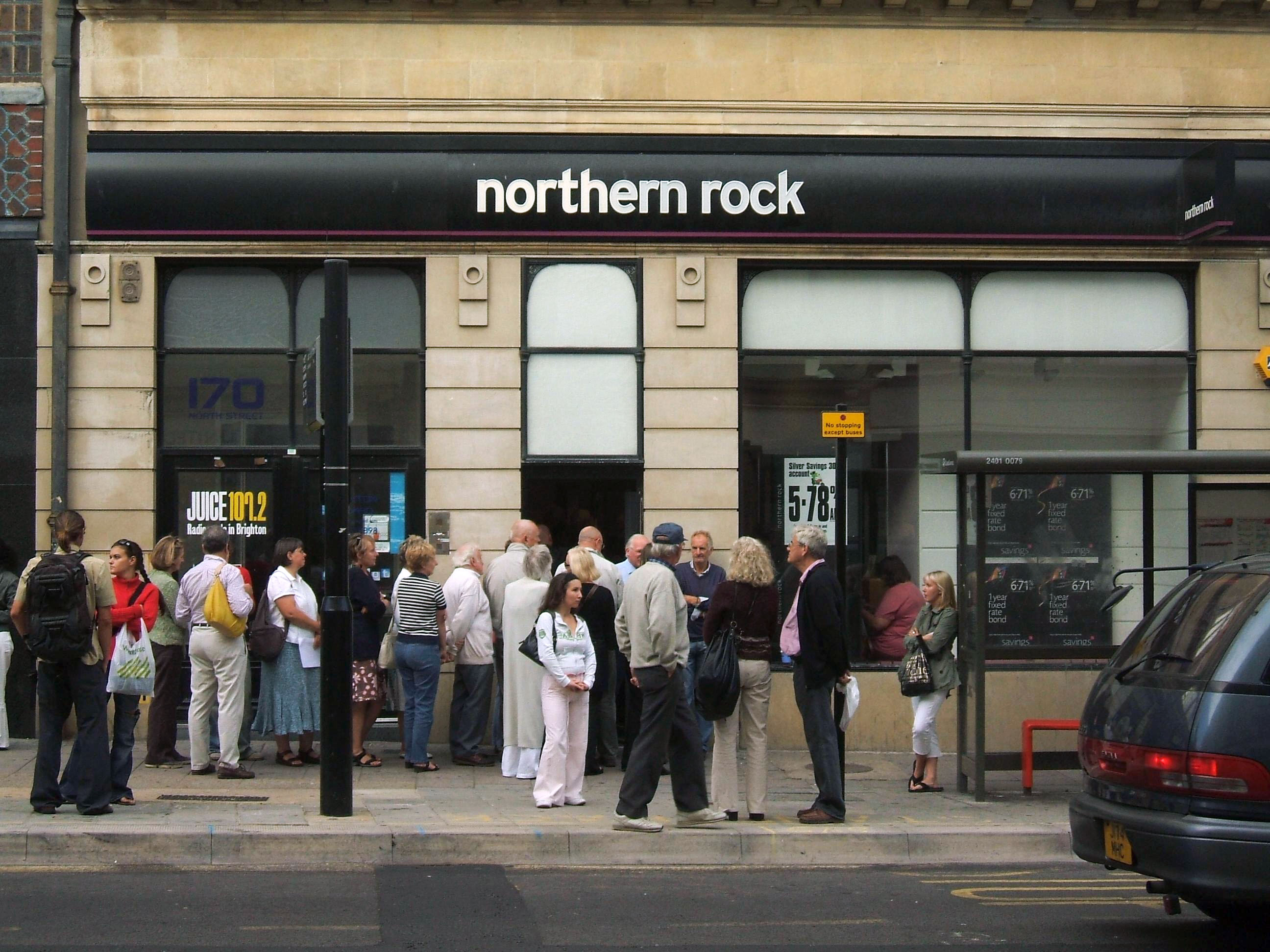
2007年对英国北岩银行的挤兑

戴蒙德-迪布维格模型（英語：Diamond–Dybvig model）是一个有关银行挤兑以及金融危机的重要经济模型。该模型以博弈论为基础对银行业的挤兑行为进行了分析，论证了银行存款合约可以提供优于其他交易市场的资金分配，并解释了银行资产负债表中非流动资产（例如抵押貸款）和流动资产（例如活期存款）的混合会如何引起储户挤兑的“自证预言”（self-fulfilling panics）。
该模型于1983年由芝加哥大学的道格拉斯·戴蒙德和当时于耶鲁大学任教的菲利普·迪布维格（现属华盛顿大学圣路易斯分校）在《挤兑、存款保险与流动性》（Bank runs, deposit insurance, and liquidity）一文中提出。两位作者于2022年与本·伯南克共同因“在银行和金融危机方面研究的贡献”获得诺贝尔经济学奖。

## 引用文献
1. ↑  Diamond, Douglas W.; Dybvig, Philip H. . Journal of Political Economy. 1983-06, 91 (3): 401–419  [2019-05-10]. doi:10.1086/261155.
2. ↑  常巍; 任少华. . 经济学动态. 2004, (1).
3. ↑  樊旭; 辛圆. . 界面新闻.   [2022-10-10]. （原始内容存档于2022-10-11）.
4. ↑  Reid, Jenni. . CNBC.   [2022-10-10]. （原始内容存档于2022-10-21） （英语）.